# وی‌ام (عامل اعصاب)
وی ام (عامل اعصاب) (به انگلیسی: VM (nerve agent)) با فرمول شیمیایی C9H22NO2PS یک ترکیب شیمیایی است. که جرم مولی آن ۲۳۹٫۳۲ گرم بر مول می‌باشد. 